# ۶۵ (عدد)
۶۵ (عدد)
۶۵(شصت و پنج) یک عدد طبیعی است که بعد از ۶۴ و قبل از ۶۶ قرار دارد.